# Discus engonatus
Discus engonatus е изчезнал вид коремоного от семейство Discidae

## Разпространение
Видът е разпространен в Испания (Канарски острови).